# Julio César Ramírez
Julio César Ramírez Villa (Montevideo, 30 aprile 1974) è un ex calciatore uruguaiano, di ruolo difensore.

## Carriera
Ha giocato nella prima divisione uruguaiana ed in quella cilena.

## Palmarès

### Club

#### Competizioni nazionali
- Segunda División Profesional de Uruguay: 2

Montevideo Wanderers: 2000
Progreso: 2006
- Liguilla Pre-Libertadores de América: 1

Montevideo Wanderers: 2001